# Schützenpark (Attendorn)
Der Schützenpark in Attendorn ist ein Ort mit einer Geschichte und einer Verbindung zur lokalen Schützengesellschaft.

## Lage
Der Schützenpark liegt in der Nähe der Innenstadt auf dem Himmelsberg oberhalb des Glockenbergs und grenzt direkt an die Attendorner Stadthalle.

## Namensherkunft
Der Name des Schützenparks leitet sich von seiner Funktion als Treffpunkt und Übungsplatz der örtlichen Schützengesellschaft ab.

## Neuzeitliche Entwicklung
Der Schützenpark steht vor der Entwicklung zu einem Bürger- und Schützenpark. Die ersten Baumaßnahmen für den Bürgerpark haben im April 2023 begonnen. Die Stadt Attendorn hat sich zum Ziel gesetzt, bis zum Sommer 2024 eine Erholungs- und Eventfläche im Grünen zu schaffen.
Eine große Terrasse an der Stadthalle ist geplant, die Raum für multifunktionale Nutzungen und Veranstaltungen bieten wird. So plant die Schützengesellschaft Attendorn im Jahr 2024 mit Fertigstellung der Bauarbeiten ihr traditionelles Schützenfest auch auf der Veranstaltungsterrasse zu veranstalten.
Die Entwicklung des Schützenparks wird im Rahmen des Programms „Anpassung urbaner Räume an den Klimawandel“ mit Bundesmitteln in Höhe von 1,35 Millionen Euro gefördert. Im Zuge der ersten Bauphase werden eine neue Stützmauer entlang der geplanten Veranstaltungsfläche errichtet und die vorhandene alte Treppenanlage abgerissen.